# Клещевина
Клещеви́на (лат. Rícinus) — монотипный род семейства Молочайные (Euphorbiaceae). Единственный вид — Клещевина обыкнове́нная (Ricinus commúnis) — масличное, лекарственное и декоративное садовое растение.

## Распространение и экология
Родина клещевины не определена, возможно, Африка (Эфиопия). Натурализовалась повсюду в тропической и субтропической зонах обоих полушарий, где произрастает в одичавшем или полукультурном виде. Основные центры культуры — Индия, Бразилия, Аргентина, страны Африки, Китай и Иран. В Египте она разводится уже более четырёх тысяч лет.

## Биологическое описание

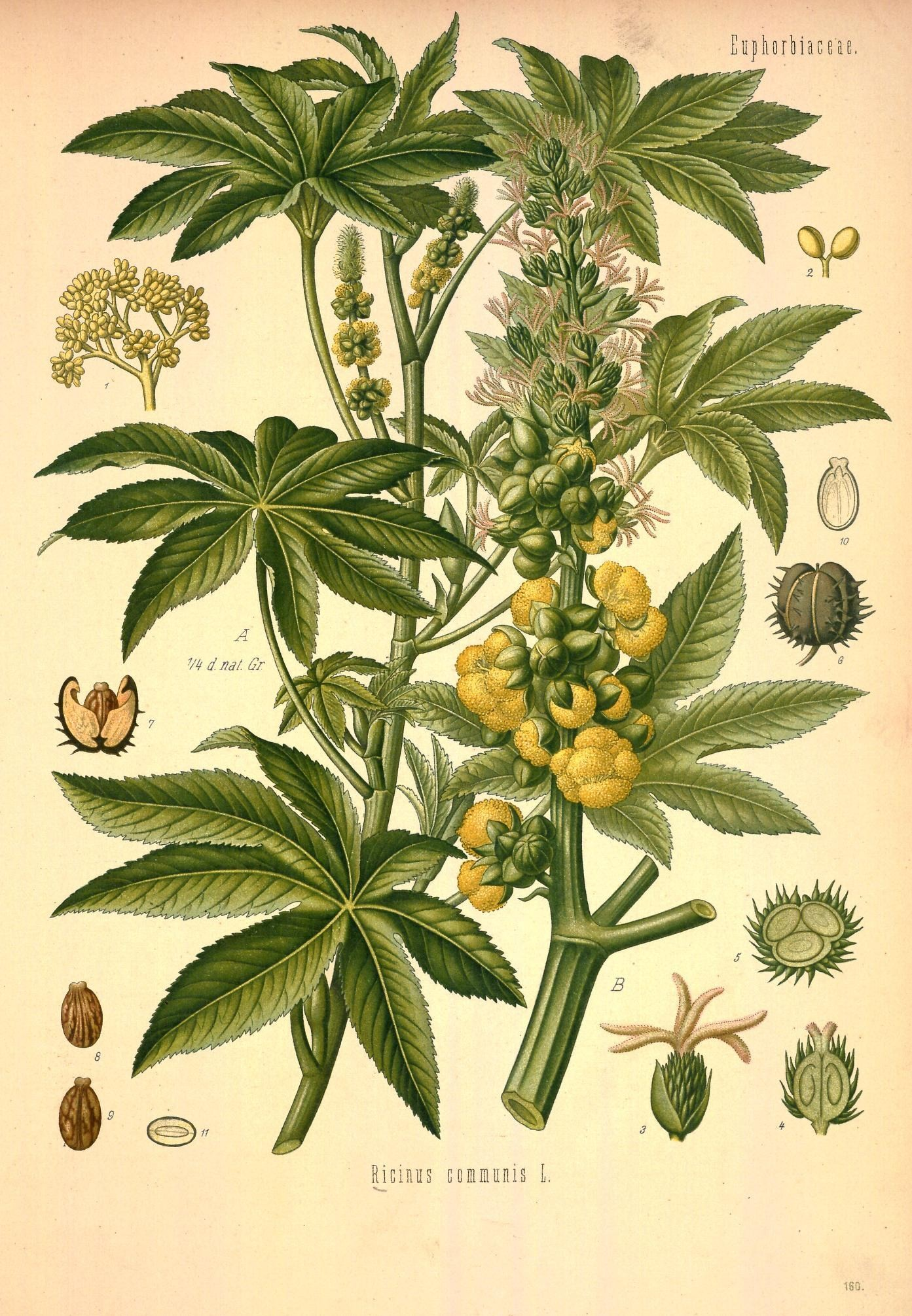
Клещевина обыкновенная.

В тропических и субтропических районах клещевина — вечнозелёный кустарник высотой до 10 м. В условиях культуры в странах умеренного климата (Россия и другие) — это однолетнее растение высотой до 2—5 м.
Стебли прямостоячие, ветвистые, внутри полые, розового, красного, фиолетового или почти чёрного цвета, покрытые сизым восковым налётом.
Листья крупные, 30—80 см длиной глубокоразрезные, иногда раздельные, заострённые, неравно-зубчатые, тускло-зелёные с черешками 20—60 см длиной.
Летом появляются кистевидные концевые или пазушные соцветия из зелёных с красным оттенком цветков. Клещевина — однодомное растение: мужские и женские цветки располагаются на одном растении; мужские в нижней, а женские в верхней части оси соцветия. Цветки мелкие, светло-кремовые или белые. Тычинки многочисленные, собраны в ветвистые пучки. Пестики с трёхраздельным столбиком и бахромчатыми рыльцами красного, малинового или светло-жёлтого цвета.

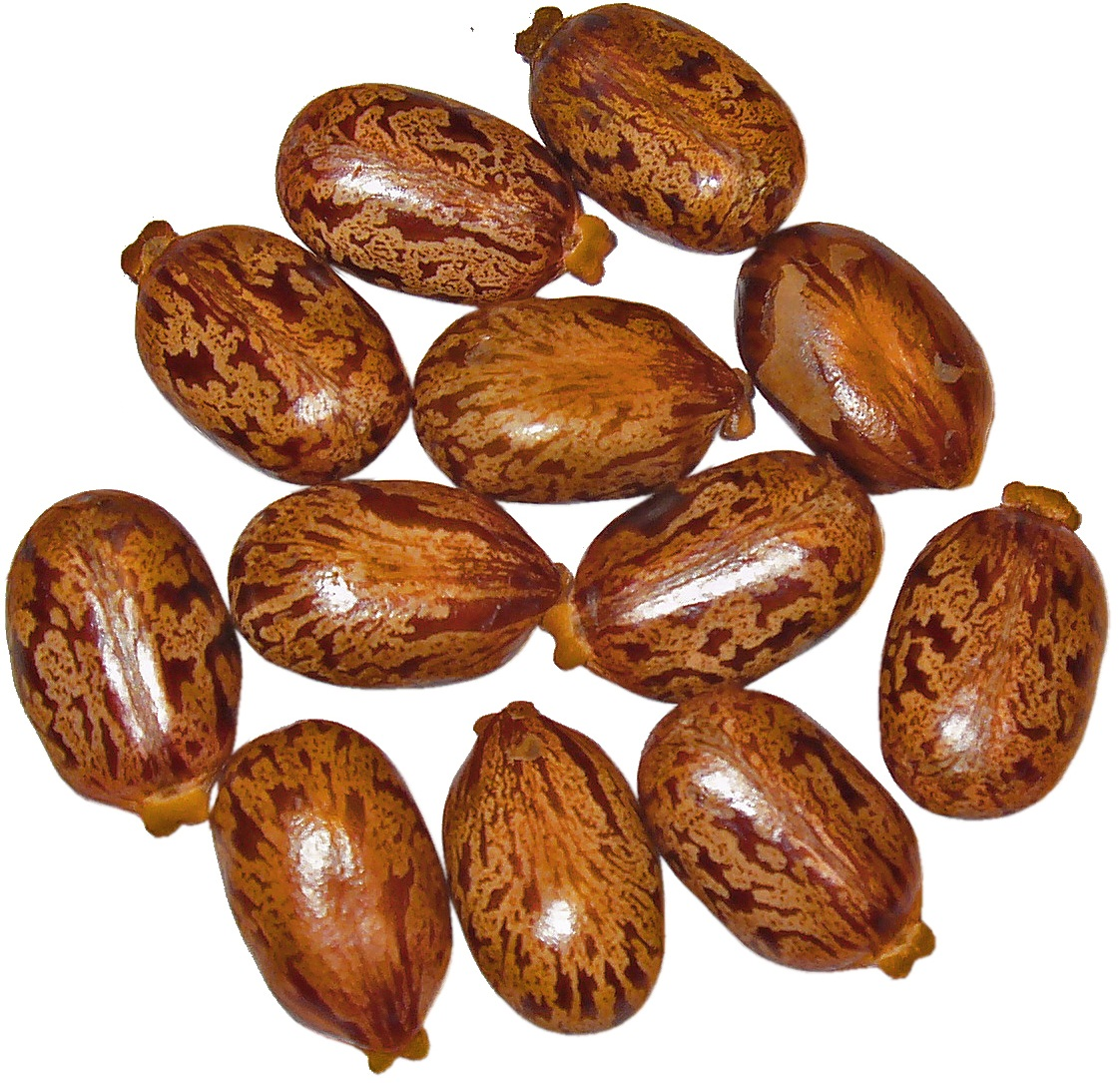
Семена клещевины

Плод — шаровидная голая или колючая коробочка до 3 см в диаметре. Располагаясь между листьями, плоды придают растению декоративный вид.
Зрелые семена имеют овальную форму. Со спинной стороны они выпуклые, с брюшной — более плоские, посередине имеется продольный шов. Оболочка семян гладкая, блестящая, пёстрая, мозаичная. В зависимости от сорта клещевины мозаика может быть коричневая, розовая, светло-розовая, контрастирующая на фоне семени. Цвет фона варьирует от серого до медно-красного. Таким образом семя своей формой и пёстрой окраской напоминает клеща, отсюда и соответствующее название растения. На верхушке семени имеется присеменник, легко отваливающийся и имеющий вид белого придатка.

## Химический состав
Семена клещевины содержат от 40 до 60 % жирного масла. В семенном ядре содержится до 17 % белков, в том числе токсальбумин рицин — чрезвычайно ядовитое вещество. Ядовит также содержащийся там же в количестве 0,1—1 % рицинин — пиридиновый алкалоид.

## Токсичность
Все части растения содержат белок рицин и алкалоид рицинин, ядовиты для человека и животных (ЛД50 около 500 мкг). Приём внутрь семян растения вызывает энтерит, рвоту и колики, кровотечения из желудочно-кишечного тракта, нарушение водно-электролитного баланса и смерть через 5—7 дней. Вред здоровью непоправим, выжившие не могут полностью восстановить здоровье, что объясняется способностью рицина необратимо разрушать белки тканей человека. Вдыхание порошка рицина аналогично поражает лёгкие.

## Касторовое масло
Медицинское касторовое масло — фракция, получаемая при холодном прессовании. Для разрушения рицина масло обрабатывают горячим паром. Рицин — химически нестойкое вещество и необратимо денатурирует при нагревании до 80 °C.
Масло — густая вязкая жидкость бледно-жёлтого цвета с характерным запахом. Оно содержит до 85 % триглицерида рицинолевой кислоты. Остальная доля триглицеридов приходится на олеиновую (9 %), линолевую (3 %) и различные предельные кислоты (3 %). Благодаря наличию триглицерида рицинолевой кислоты касторовое масло, в отличие от других растительных жиров, растворимо в 95 % растворе этилового спирта.
Касторовое масло — классическое слабительное средство. Оно входит в состав некоторых линиментов, например бальзамических, обладающих антисептическими свойствами и способностью ускорять регенерацию тканей.
Технические сорта касторового масла используются в различных областях промышленности. Его высокая вязкость, сохраняющаяся при повышении температуры, и относительная инертность делают это масло исключительно ценным смазочным средством для высокофорсированных двигателей внутреннего сгорания (авиационных, модельных), а также компонентом специальных смазочных смесей.

## Значение и применение
Содержащийся в семенах рицин и рицитин может приводить к отравлению крупного рогатого скота. Достаточно небольших порций семян клещевины, чтобы отравить животное: для лошади 36—50 граммов, для крупного рогатого скота 350—450 граммов, для телят 20, для овец 30 граммов, для свиней 60 и для кур 18 граммов. Выявлено довольно много случаев отравления овец, крупного рогатого скота и лошадей, со смертельным исходом при поедании зелёной массы клещевины. Наиболее часты случаи отравления животных клещевиной в Ставропольском, Краснодарском краях, где возделывают это растение на семена. В 1962 году в колхозе «Победа» Петровского района Ставропольского края отара овец с виноградной плантации зашла на посев клещевины до образования семян. Вместо листьев винограда животные поедали листья клещевины, вследствие чего пало 50 голов.
Клещевина возделывается главным образом ради семян (Semina Ricini vulgaris, Semina cataputiae majoris), из которых добывается клещевинное (касторовое или рициновое) масло (Oleum Ricini).
Клещевина разводится в садах как быстрорастущее декоративное растение. Она хороша на газоне в одиночной посадке или группами (3—5 штук) без других растений. В смешанных группах не даёт должного эффекта. Клещевину можно использовать для декорирования невысоких стен.
Растение сеют в апреле в торфоперегнойные горшочки, позже пересаживают в глиняные горшки (1 л). По окончании заморозков высаживают в грунт, не нарушая земляного кома. Клещевина растёт хорошо на солнечных местах и удобренных перегноем почвах при регулярных поливах.
Ранее в монотипическом роде Клещевина выделяли несколько видов, в том числе клещевину древовидную, или африканскую (Ricinus arborescens Desf., или Ricinus africanus Willd.), интересную тем, что листья её служили пищей для гусениц бабочки Saturnia cynthia, вырабатывающих жёлтый шёлк.
|           |  |  |
| Клещевина |  |  |

## Синонимика
Синонимы рода
- Cataputia Ludw. (1760)

Синонимы вида
- Cataputia major Ludw. (1760)
- Cataputia minor Ludw. (1760)
- Croton spinosus L. (1753)
- Ricinus africanus Mill. (1768)
- Ricinus angulatus Thunb. (1815)
- Ricinus armatus Andrews (1805)
- Ricinus atropurpureus Pax & K.Hoffm. (1919)
- Ricinus badius Rchb. (1829)
- Ricinus borboniensis Pax & K.Hoffm. (1919)
- Ricinus cambodgensis Benary (1887)
- Ricinus compactus Huber (1865)
- Ricinus digitatus Noronha (1790)
- Ricinus europaeus T.Nees (1833)
- Ricinus gibsonii H.J.Veitch (1874)
- Ricinus giganteus Pax & K.Hoffm. (1919)
- Ricinus glaucus Hoffmanns. (1826)
- Ricinus hybridus Besser (1814)
- Ricinus inermis Mill. (1768)
- Ricinus japonicus Thunb. (1815)
- Ricinus krappa Steud. (1841)
- Ricinus laevis DC. (1823)
- Ricinus leucocarpus Bertol. (1824)
- Ricinus lividus Jacq. (1781)
- Ricinus macrocarpus Popova (1941)
- Ricinus macrophyllus Bertol. (1824)
- Ricinus medicus Forssk. (1775)
- Ricinus medius J.F.Gmel. (1792)
- Ricinus megalosperma Delile (1827)
- Ricinus messeniacus Heldr. (1899)
- Ricinus metallicus Pax & K.Hoffm. (1919)
- Ricinus microcarpus Popova (1941)
- Ricinus minor Mill. (1768)
- Ricinus nanus Bald. (1813)
- Ricinus obermannii Groenland (1858)
- Ricinus peltatus Noronha (1790)
- Ricinus perennis Steud. (1841)
- Ricinus persicus Popova (1926)
- Ricinus purpurascens Bertol. (1851)
- Ricinus ruber Miq. (1859)
- Ricinus rugosus Mill. (1768)
- Ricinus rutilans Müll.Arg. (1866)
- Ricinus sanguineus Groenl. (1858)
- Ricinus scaber Bertol. ex Moris (1827)
- Ricinus speciosus Burm.f. (1768)
- Ricinus spectabilis Blume (1826)
- Ricinus tunisensis Desf. (1829)
- Ricinus undulatus Besser (1811)
- Ricinus urens Mill. (1768)
- Ricinus viridis Willd. (1805)
- Ricinus vulgaris Garsault (1764), opus utique oppr.
- Ricinus vulgaris Mill. (1768)
- Ricinus zanzibarensis hort. (1894)
- Ricinus zanzibarinus Popova (1941)